# Radionerva
Radionerva is een geslacht uit de familie van de tastermotten (Gelechiidae). De wetenschappelijke naam Schizovalva werd voor het eerst in 1951 gepubliceerd door de Zuid-Afrikaanse entomoloog Antonius Johannes Theodorus Janse.
Het is een monotypisch geslacht. Als typesoort gaf Janse Apatetris collecta Meyrick, 1921 op.
Deze motten komen voor in zuidelijk Afrika. Janse had Apatetris collecta zelf ontdekt in Rhodesië (tegenwoordig Zimbabwe).